# 이남이
이남이(1948년 8월 3일 ~ 2010년 1월 29일)는 대한민국의 가수 겸 작곡가로, 본명은 이창남이다.

## 생애
서울 서대문구 북아현동에서 출생하였고, 한국 전쟁 시절의 피난 당시에 강원도 춘천(1950년 6.25 전쟁 당시 강원 춘천으로 피난)과 경기도 양평(1953년 경기 양평에 피난 및 기거 당시 7.27 종전 협정 목도)에서 잠시 유년기를 보낸 적이 있는 1953년 7월 27일 당시의 종전 이후 그 이듬해 1954년 3월 초순 당시에 서울로 귀거하여 그는 훗날 서울동대문상업고등학교를 졸업한 뒤 1967년 미 8군 무대에서 록 밴드 "차밍 가이스(Charming Guys)"의 베이스 기타 연주자로 처음 활동을 시작해, '영에이스'라는 록 음악 밴드의 베이시스트 등으로도 활약, 그 후 1974년, '신중현과 엽전들'의 베이시스트로 정식 데뷔를 하여 전격적으로 히트하였고, 뛰어난 연주 실력을 인정받아 1977년에 '사랑과 평화'를 결성하여 《한동안 뜸했었지》를 발표, 활동하였다. 하지만, 멤버들 간의 잦은 불화로 탈퇴, 독자 노선을 걷다가 1988년 당시에 원년 멤버 최이철 등과 함께 '사랑과 평화'에 복귀한 뒤 3집을 발표하였다. 그 중 수록된 〈울고 싶어라〉에서 베이시스트이자 보컬로 나선 이남이는 개성 넘치는 음색의 보컬과 이미지로 공전의 히트를 친 동시에 그의 대표곡이 되었다.
그는 이후 또다시 '사랑과 평화'를 떠나 솔로 가수 활동에만 집중적으로 나섰고, 2001년 딸 이단비와 함께 철가방 프로젝트 음반을 발표했다. 2000년 6월, 김성호(음악가)의 ‘철가방 브라더스’를 전신으로 한 '철가방 프로젝트'는 전속 작가로 이외수가 참여하고, 이남이는 음악감독 등을 맡아서 8년간 2,800여회 공연을 통해 사람들의 가슴 속에 음악을 배달했다. 같은 해 2000년 10월부터는 지난 어린 시절 한국 전쟁 당시에 잠시 피난하였던 춘천시로 약50년여만에 본격적으로 정착해서 소설가 이외수 등과 지역 문화 운동을 했다. 그 후 법무부 교화위원 등으로 위촉되어 춘천교도소와 안양교도소 등에서 창작 교실을 열어 재소자들의 교화를 도왔다.
2006년 4월에, 종교를 불교에서 프로테스탄트(장로교)로 개종한 그는 2009년 11월에, 잦은 기침으로 인하여 병원을 찾았다가 결국 폐암 말기 선고를 받고, 한림대학교 춘천성심병원에서 투병하다 2010년 1월 29일 오후 2시 14분에 향년 63세로 세상을 떠났다. 유족으로는 부인 김옥희와 슬하 2녀(장녀 이단비, 차녀 이이슬)이 있다. 평소 하루 두 갑 이상의 담배를 피울 정도로 애연가였으나 입원 후 병문안을 온 지인에게 “담배는 끊기가 어려우니 아예 담배를 배우지 말라”고 유언을 남겼다고 한다.

## 참여곡
- 1974년 8월 25일 신중현과 엽전들 1집 2기 《미인》 베이스
- 1974년 신중현과 엽전들 《미련》 베이스
- 1974년 신중현과 엽전들 《봄비》 베이스
- 1975년 신중현과 엽전들 2집 《아름다운 강산》 베이스
- 1978년 사랑과 평화 1집 《한동안 뜸했었지》 베이스
- 1988년 사랑과 평화 3집 《울고 싶어라》 보컬

## 음반
- 1988년 1월 1일 이남이 1집
- 1989년 9월 5일 이남이 2집
- 1990년 3월 1일 노래하는동물랜드
- 1991년 6월 1일 이남이 3집
- 1995년 이남이 베스트 - 울고 싶어라

## 영화
- 《울고 싶어라》(1989년 4월 1일 개봉) 배해성 연출, 이남이, 견미리 주연

## 광고
- 1988년 롯데푸드 삼강쥬시200
- 1990년 LG생명과학 복합CPX
- 1991년 CJ제일제당 꼬마주먹밥 (이경진과 함께 출연)

## 같이 보기
- 신중현
- 이외수
- 이주일